# Julie (Schiff, 1929)
Julie war der letzte Name eines Fahrgastschiffes mit einer langen Geschichte.

## Geschichte
Über die Herkunft bzw. das Baujahr des Schiffes finden sich unterschiedliche Angaben. Günter Benja, der das Schiff unter dem Namen Wannsee kannte, schrieb 1975, das Schiff sei 1921 in Köln gebaut worden. Zu Benjas Zeiten durfte das Schiff 250 Personen befördern. Er gibt seine Maße mit 29,91 Metern Länge und 4,28 Metern Breite sowie einem Tiefgang von 1,18 Metern an. Die Maschinenleistung lag laut Benja bei 204 PS, die Höchstgeschwindigkeit bei 17 km/h.
Kurt Groggert vertritt ebenfalls die Auffassung, das Schiff sei 1921 in Köln gebaut worden. Er bietet Details zu seiner Geschichte: Das Schiff trug zunächst den Namen Pionier und war bis 1939 genau wie das sehr ähnliche Schiff Mosella auf der Mosel im Einsatz. Nach Ausbruch des Zweiten Weltkriegs wurden sowohl die Pionier als auch die Mosella von der Organisation Todt in Beschlag genommen und auf der Weichsel eingesetzt. 1945 befanden sich die beiden Schiffe in Berlin, wo sie dann für längere Zeit blieben. Aus der Mosella wurde die Ahoi, die Pionier behielt zunächst ihren Namen und wurde auf der Unterhavel eingesetzt. Das Schiff gehörte der Reederei Futh & Volk, ehe es 1952 von der Stern und Kreisschiffahrt gekauft und auf den Namen Wannsee umgetauft wurde. 1953 erfolgte ein großer Umbau, der dem Schiff ein völlig verändertes Aussehen gab. Groggert gibt an, die Pionier sei 29,31 Meter lang und 4,28 Meter breit gewesen und bezeichnet sie als Doppelschraubenmotorschiff. Vermutlich beziehen sich diese Angaben aber auf den Zustand nach dem Umbau; ansonsten wären sie sehr widersprüchlich zu dem, was Schubert über das Schiff schreibt. 1953 war die Wannsee laut Groggert nach dem Dampfschiff Sperber das zweitgrößte Schiff der Stern und Kreisschiffahrt. Sie durfte damals 310 Fahrgäste befördern.
Dieter Schubert gibt an, das Schiff sei bei dem Umbau in Berlin, den er auf 1952 statt auf 1953 datiert, um 7 Meter verlängert worden. Außerdem sei es damals neu motorisiert worden. Schuberts Angaben zu Länge, Breite und Tiefgang des Schiffes stimmen exakt mit denen Benjas überein. Auch die PS-Zahlen, die Benja und Schubert nennen, sind genau gleich. Laut Schubert war das Schiff allerdings mit zwei Motoren mit je 102 PS ausgestattet, während Benja keine Angaben darüber macht, wie sich die von ihm genannten 204 PS verteilen. Zu Schuberts Zeit durfte das Schiff noch 190 Personen befördern.
1981 wurde die Wannsee nach Limburg an der Lahn verkauft und auf den Namen Stadt Limburg umgetauft.
Den Namen Stadt Limburg trug das Schiff laut Schubert bis 1987, danach war es einige Jahre als Marienburg wieder auf der Mosel unterwegs und 1992 kam es als Stadt Merzig zur „SPS Saar-Personenschiffahrt GmbH + Co. KG“ der Familie Hauck in Saarburg. Einige Jahre später legte sich diese Firma ein weiteres Schiff ähnlichen Baujahres zu, das sie Stadt Saarburg nannte, mittlerweile (Stand: 2022) arbeitet sie mit zwei jüngeren Schiffen namens Saargold und Saarstern.
Im Gegensatz zu Benja und Groggert vertritt Schubert die Ansicht, das Schiff sei erst 1929 gebaut worden, und zwar für die „Remola“ (Rhein-Mosel-Lahn-Schiffahrt).
Die Stadt Merzig wurde 2007 nach Kembs verkauft und in Julie umbenannt. 2014 soll die Julie an eine Pariser Firma verkauft worden sein, drei Jahre später befand sie sich aber in Straßburg. Dort wurde wohl mit einem Umbau des Schiffes begonnen, der 2018 auf der Schiffswerft Karcher in Freistett fortgesetzt wurde. Dem Vernehmen nach sollte das Schiff nach dem Umbau nicht mehr als Fahrgastschiff eingesetzt werden, sondern als Wohn- oder Büroschiff dienen.